# Referéndum en Polonia de 2023
Está previsto que se celebre un referéndum en Polonia el 15 de octubre de 2023, junto con las elecciones nacionales al Senado y al Sejm.
Los miembros del gobierno anunciaron cuatro preguntas del 11 al 14 de agosto. Se preguntará a los votantes si aprueban la privatización de las empresas estatales, el aumento de la edad de jubilación, la admisión de inmigrantes bajo el mecanismo de reubicación de la Unión Europea y la eliminación de la barrera en la frontera de Polonia con Bielorrusia.

## Preguntas
El referéndum hará cuatro preguntas:
1. "¿Apoya la venta de activos estatales a entidades extranjeras, lo que lleva a la pérdida del control de los polacos sobre los sectores estratégicos de la economía?"
2. "¿Apoya un aumento de la edad de jubilación, incluida la restauración del aumento de la edad de jubilación a 67 años para hombres y mujeres?"
3. "¿Apoya la eliminación de la barrera en la frontera entre la República de Polonia y la República de Bielorrusia?"
4. "¿Apoya la admisión de miles de inmigrantes ilegales de Oriente Medio y África, de acuerdo con el mecanismo de reubicación forzada impuesto por la burocracia europea?"

Las preguntas propuestas han sido criticadas por los partidos de la oposición, ya que supuestamente son una respuesta al líder de la oposición y ex primer ministro Donald Tusk. El partido gobernante Ley y Justicia ha sido acusado de incitar al sentimiento antiinmigrante para aumentar la participación entre sus votantes el día de las elecciones. La ley se ha cambiado poco antes del anuncio del referéndum para permitir que se celebre el mismo día de las elecciones parlamentarias.

## Resultados
El referéndum no cumplió con la cuota mínima de participación del 50% y, por lo tanto, no proporcionó un resultado válido. Cada una de las cuatro preguntas alcanzó una participación aproximada de alrededor del 40,91%.
| Referéndums                                                             | Electores registrados | Participación | Sí      | Sí   | No         | No    | Total      | Resultado                        |
| Referéndums                                                             | Electores registrados | Participación | Votos   | %    | Votos      | %     | Total      | Resultado                        |
| ----------------------------------------------------------------------- | --------------------- | ------------- | ------- | ---- | ---------- | ----- | ---------- | -------------------------------- |
| 1. Venta de activos estatales a entidades extranjeras                   | 29.532.595            | 40,91%        | 394.704 | 3,51 | 10.857.496 | 96,49 | 11.252.200 | Participación mínima inalcanzada |
| 2. Aumento de la edad de jubilación                                     | 29.532.595            | 40,91%        | 608.254 | 5,39 | 10.675.211 | 94,61 | 11.283.465 | Participación mínima inalcanzada |
| 3. Eliminación de la barrera en la frontera entre Polonia y Bielorrusia | 29.532.595            | 40,91%        | 445.270 | 3,96 | 10.808.410 | 96,04 | 11.253.680 | Participación mínima inalcanzada |
| 4. Admisión de miles de inmigrantes ilegales de Oriente Medio y África  | 29.532.595            | 40,91%        | 360.803 | 3,21 | 10.878.863 | 96,79 | 11.239.666 | Participación mínima inalcanzada |
| Fuente: Comisión Electoral Nacional                                     |                       |               |         |      |            |       |            |                                  |